# 8317 Eurysaces
8317 Eurysaces eller 4523 P-L är en trojansk asteroid i Jupiters lagrangepunkt L4. Den upptäcktes 24 september 1960 av den nederländsk-amerikanske astronomen Tom Gehrels och det nederländska astronomparet Ingrid van Houten-Groeneveld och Cornelis Johannes van Houten vid Palomar-observatoriet. Den är uppkallad efter Eurysaces i den grekiska mytologin.
Asteroiden har en diameter på ungefär 26 kilometer.